# روژووا (ناحیه دیتشین)
روژووا (به چکی: Růžová) یک منطقهٔ مسکونی در جمهوری چک است که در ناحیه دیتشین واقع شده‌است. روژووا ۱۷٫۸۶ کیلومتر مربع مساحت و ۳۷۸ نفر جمعیت دارد و ۳۱۸ متر بالاتر از سطح دریا واقع شده‌است.